# Павел (Гатуру)
Епи́скоп Па́вел (англ. Bishop Paul, фамилия в миру Гатуру, англ. Gathuru; род. 1 декабря 1958, Киамбу, Британская Кения) — епископ Святой православной церкви Северной Америки, епископ Найробский (с 2016).

## Биография
Родился 1 декабря 1958 года в Киамбу, центральной части Кении, в крестьянской семье. Его родителей звали Уилсон и Флоренс. Он был третьим ребёнком в семье. Его мать скончалась, когда ему было всего два года, и его отец впоследствии женился во второй раз. Получил среднее образование в период с 1975 по 1978 год, после чего с 1985 по 1987 год изучал богословие в Патриаршей семинарии имени архиепископа Макария III в Найроби (Александрийская православная церковь).
В 1986 году епископом Анастасием (Яннулатосом) был рукоположён в сан диакона, а после окончания семинарии в 1987 году — в сан священника. Прослужив 12 лет в клире Александрийского патриархата, разочаровался в последнем.
В 2003 году после подачи прошения он был принят митрополитом Бостонским Ефремом (Спаносом) в клир греческой старостильной юрисдикции «Святая православная церковь Северной Америки». Его трудами в нескольких селениях Кении и Уганды были открыты православные миссии, окормляемые им же. Большую помощь в попечении о них оказало сестричество приходской общины кафедрального собора святителя Марка Эфесского в Бостоне, и особенно — миссионер и благотворитель Евтихий Калогеракис.
Совершил несколько паломничеств в Спасо-Преображенский монастырь в Бостоне, где осенью 2014 года был пострижен в великую схиму и возведён в сан архимандрита.
14 августа 2016 года Священным Синодом Святой православной церкви Северной Америки был избран епископом Найробским. Предстоятель данной юрисдикции митрополит Григорий (Бабунашвили) по этому поводу писал: «После долгих молитв, размышлений и детального изучения Священный Синод принял единогласное решение о том, что иеромонах Павел (Гатуру), который в течение тринадцати лет верно исполнял обязанности главы Миссии нашей Церкви в Кении, должен быть рукоположен во епископа Найробского и принять на себя пастырское окормление Церкви в Восточной Африке. Мы считаем, что это должно открыть новую главу в истории православия в Африке, когда местный епископ будет пасти местную паству, и что в этой части мира установится надлежащий церковный порядок».
2 октября 2016 года в соборе Святого Марка Эфесского в Бостоне состоялась его епископская хиротония, которую совершили: митрополит Бостонский Григорий (Бабунашвили) и митрополит Торонтский Макарий (Катрэ), митрополит Сиэттлийский Игнатий (Пономарчук), епископ Маркхэмский Андрей (Хиррон) и епископ Ланхэмский Хризостом (Ларриа).